# Entocythere costata
Entocythere costata är en kräftdjursart som beskrevs av Hobbs och Peters 1977. Entocythere costata ingår i släktet Entocythere och familjen Entocytheridae. Inga underarter finns listade i Catalogue of Life.